# 人权党 (柬埔寨)
人权党是柬埔寨曾经的一个政党，由根索卡领导，于2007年7月22日成立。批评者声称，它是由执政党推动成立的，旨在削弱反对党。然而这种情绪似乎是由执政党本身所驱动的，因为根索卡长期以来一直是对执政党政府的一位非常直言不讳的批评者。该党成立之时，声称全国有20万到50万名成员。
人权党是柬埔寨第一个采用制衡制度的政党，改变了柬埔寨大多数政党所采用的一人政党的文化。它也是柬埔寨第一个在党内大会中选出主要领导人的政党。在柬埔寨，特别是在农村，它的受欢迎程度显著提高。
在2008年7月的议会选举中，执政党以压倒性多数获胜，人权党获得第3名，赢得3席。
2012年，人权党与桑兰西党合并，成立柬埔寨救国党。